# Teresita Gómez
María Teresa Gómez Arteaga (Medellín, 9 de maio de 1943), mais conhecida pelo seu nome artístico, Teresita Gómez, é uma pianista e professora colombiana. Considerada uma das mais reconhecidas pianistas da Colômbia.

## Juventude
María Teresa Gómez Arteaga nasceu em Medellín. Sua mãe biológica, Maria Cristina González, uma mulher afrodescendente, com 18 anos deixou ela aos cuidados dos médicos do hospital onde foi dada à luz. Oito meses mais tarde, foi adotada por uma família de classe média originária de Marinilla, Valerio Gómez e María Teresa Arteaga, quem batizaram como Maria Teresa Gómez e se tornaram os pais dela. Teresita cresceu em um ambiente cheio de música, seu pai trabalhava como zelador no Palácio de Bellas Artes de Medellín, o que fazia possível que a família morara perto de aulas cheias de instrumentos musicais e estudantes praticando permanentemente.
Com apenas 4 anos, Gómez já tocava piano que só conseguiu aprender quando escutava aos professores tocando o instrumento durante o dia. Ela memorizou as melodias e praticava nas noites quando ninguém estivesse na escola. Um dia foi descoberta pela professora de piano Marta Agudelo de Maya e começou aulas formais de piano com ela e também pianista Anna María Penella em Medellín. Aos 10 anos, Teresita realiza seu primeiro concerto solo.

## Carreira
Em 1959 inicia estudos na Universidade de Antioquia e a Universidade Nacional da Colômbia como mestre em música até sua graduação summa cum laude em 1966 como pianista. Entre 1971 e 1972 fez parte de Ópera de Medellín e 1975 a 1981 na Ópera da Colômbia.
Na década dos oitenta, Gómez foi retenida e torturada sem provas durante vinte dias pelo governo da Colômbia após uma viagem à Cuba sub suspeita de pertencer à guerrilha M-19, nessa viagem por motivo de intercâmbio cultural teve a oportunidade de conhecer ao Pablo Milanés. Logo em 1982, no governo do Belisario Betancur foi enviada para uma missão diplomática na República Democrática Alemã, onde reforçou sua formação e experiências como músico compartilhando espaços com celebrados instrumentistas como Jean Pierre Rampal, Paul Tortelier e Ruggiero Ricci em diferentes cidades da Europa, especialmente Paris, Berlim, Viena e Budapeste. 
De volta à Colômbia, se torna professora de piano na Universidade de Antioquia até hoje e outras instituições do país. Como músico continua sendo concertista e tocando em conjuntos com compositores colombianos na Colômbia e países da Europa. Em 2017, comemorou no Teatro Colón de Bogotá os sessenta anos de vida artística. O 7 de agosto de 2022 para a posse presidencial do Gustavo Petro foi convidada para interpretar "Hacia el Calvario" do mestre também colombiano Carlos Vieco e o Noturno, Op.9  n.º 2 de Fréderic Chopin.

## Reconhecimentos
Como homenagem em 2005 foi entrega a condecoração Orden de Boyacá pela sua trajetória artística e aporte à cultural nacional da Colômbia. Em 2017, Gómez recebe pela Gobernação da Antioquia o reconhecimento de Juan del Corral na categoria ouro pela sua obra e representação nacional e internacional.

## Obras
- Teresa Gómez a Colombia (RTI/Discos Orbe, 1983)
- Teresa Gómez (Caribu Internacional, 1996)
- Teresita Gómez (Universidad de Antioquia, 1997)
- Para Recordar (Discos Fuentes/Universidad de Antioquia, 2000)
- Intimo (Alcaldía de Medellín, 2006)
- Antología I (ColMusica, 2007)
- Trilogía (Autopublicação, 2018)